# Anuk Brändli
Anuk Brändli (* 7. Juni 2003 in Chur) ist eine Schweizer Skirennfahrerin aus Arosa, die vorwiegend Slalom und Riesenslalom-Rennen bestreitet. Sie gehört aktuell dem B-Kader von Swiss-Ski an.

## Biografie
Anuk Brändli entstammt einer skibegeisterten Familie. Sowohl ihr Grossvater väterlicherseits wie auch ihr Vater und drei von dessen Geschwistern war beziehungsweise sind patentierte Skilehrer. Ihre Tante Barbara Kuppelwieser-Brändli wurde 1978 Bündner-Meisterin in der Alpinen Kombination. Onkel Thedy Brändli bestritt Mitte der 1990er-Jahre unter anderem einige Weltcuprennen für das kanadische Ski-Team.
Anuk Brändli absolvierte das Sport-Gymnasium Davos und startet für den Skiclub Arosa. Am 14. November 2019 bestritt sie im Alter von 16 Jahren auf der Diavolezza ihre ersten FIS-Rennen. Am 10. März 2022 gewann sie in Engelberg ihren ersten FIS-Bewerb. Am 29. November 2022 debütierte sie in Mayrhofen im Europacup, konnte sich aber nur vereinzelt in den Punkterängen klassieren. Bei den Juniorenweltmeisterschaften im Januar 2023 in St. Anton belegte sie sowohl im Slalom als auch im Riesenslalom den 7. Rang. Zudem wurde sie zusammen mit Malorie Blanc Sechste in der Alpinen Team Kombination.
2022 und 2023 wurde Brändli Schweizer Junioren-Meisterin im Slalom. Ihren bisher grössten Erfolg feierte sie am 25. März 2023 in Verbier mit dem Gewinn der Schweizer Meisterschaft 2023 im Slalom. 
Im November 2023 erlitt Brändli während der Saisonvorbereitungen eine Gehirnerschütterung, weshalb sie mit Kopfschmerzen und visuellen Störungen in die Saison 2023/24 startete. Trotzdem feierte sie am 16. Januar 2024 im Slalom von Flachau ihre Weltcuppremiere, wobei sie im 1. Lauf ausschied. Bei den Juniorenweltmeisterschaften 2024 gewann sie zusammen mit Malorie Blanc die Goldmedaille in der Team-Kombination, hinzu kam die Silbermedaille im Slalom. Am 11. Februar 2024 kam sie beim Slalom von Soldeu zu ihrem zweiten Weltcupeinsatz, wobei sie sich nicht für den 2. Lauf qualifizieren konnte. Aufgrund der Gehirnerschütterung beendete sie die Wettkampfsaison Mitte März 2024 frühzeitig, da sie unter Beeinträchtigungen mit dem Gleichgewicht und der visuellen Fokussierung litt.
Im Sommer 2024 absolvierte Anuk Brändli die Spitzensport-Rekrutenschule in Magglingen. Im Herbst 2024 begann sie ein Fernstudium im Bereich Wirtschaftswissenschaft.
In der Saison 2024/25 wurde Brändli dreimal für einen Weltcupslalom selektioniert, wobei sie bei allen drei Starts ohne zählbares Resultat blieb. Im Europacup zeigte sie konstante Leistungen und fuhr nicht nur ihren ersten Podestplatz, sondern am 8. Januar 2025 in Les Diablerets auch den ersten Sieg im Slalom heraus. Auf FIS-Stufe konnte sie ihre zweite Disziplin, den Riesenslalom, mit sechs Podestplätzen weiter aufbauen. Am 29. März 2025 wurde sie zum dritten Mal Clubmeisterin des Skiclub Arosa, wobei die von ihr gefahrene Zeit auch bei den Herren zu Rang zwei gereicht hätte. An den Schweizer Meisterschaften 2025 erreichte sie im Slalom den 2. Rang.

## Erfolge und Auszeichnungen

### Juniorenweltmeisterschaften
- St. Anton 2023: 7. Slalom, 7. Riesenslalom, 6. Team-Kombination
- Haute-Savoie 2024: 1. Team-Kombination, 2. Slalom

### Europacup
- 2 Podestplätze, davon 1 Sieg:

| Datum          | Ort            | Land    | Disziplin |
| -------------- | -------------- | ------- | --------- |
| 8. Januar 2025 | Les Diablerets | Schweiz | Slalom    |

### Weitere Erfolge
- Sieg bei den Schweizer Meisterschaften 2023 im Slalom
- Silbermedaille bei den Schweizer Meisterschaften 2025 im Slalom
- 3 Siege in FIS-Rennen
- 2 Siege bei der Neujahrsabfahrt Arosa (Streckenrekord 2023)

### Auszeichnungen
- Bündner Sportnacht vom 7. Juni 2024: Newcomerin des Jahres 2024[10]

## Trivia
Seit April 2025 ist Anuk Brändli offizielle Botschafterin des Vereins Blindenschneesport
Arosa.